# Coumarin
Coumarin (/ˈkuːmərɪn/; 2 H -chromen-2-one) là một hữu cơ thơm hợp chất hóa học trong benzopyrone lớp hóa chất, mặc dù nó cũng có thể được xem như là một lớp con của lacton. Nó là một chất tự nhiên được tìm thấy trong nhiều loại thực vật và là chất kết tinh không màu ở trạng thái tiêu chuẩn.
Tên này xuất phát từ một thuật ngữ tiếng Pháp cho đậu tonka, coumarou, một trong những nguồn mà coumarin lần đầu tiên được phân lập như một sản phẩm tự nhiên vào năm 1820. Nó có mùi ngọt ngào, dễ dàng được công nhận là mùi hương của cỏ khô mới, và đã được sử dụng trong nước hoa từ năm 1882. Woodruff ngọt, Meadowsweet, cỏ ngọt và ngọt-clover đặc biệt được đặt tên cho ngọt (ví dụ, dễ chịu) mùi của họ, do đó có liên quan đến nội dung coumarin cao của họ. Khi nó xuất hiện ở nồng độ cao trong cây cỏ, coumarin là một chất ức chế sự thèm ăn có vị hơi đắng, và được cho là được sản xuất bởi các nhà máy như một hóa chất bảo vệ để ngăn chặn sự săn mồi.
Coumarin được sử dụng trong một số nước hoa và điều hòa vải. Coumarin đã được sử dụng như một chất tăng cường hương thơm trong thuốc lá và một số đồ uống có cồn, mặc dù nói chung nó bị cấm làm phụ gia thực phẩm có hương vị, do lo ngại về độc tính gan của nó trong mô hình động vật.
Coumarin được tổng hợp lần đầu tiên vào năm 1868. Nó được sử dụng trong ngành công nghiệp dược phẩm như thuốc thử tiền thân trong quá trình tổng hợp của một số tổng hợp thuốc chống đông dược phẩm tương tự như dicoumarol, những người đáng chú ý là warfarin (tên thương hiệu Coumadin) và một số chất thậm chí còn mạnh hơn (xem thuốc chuột / rodenticide) công việc mà bởi cơ chế chống đông máu tương tự. 4-hydroxycoumarin là một loại chất đối kháng vitamin K. Coumarin dược phẩm (sửa đổi) đều được phát triển từ nghiên cứu về bệnh cỏ ba lá ngọt; xem warfarin cho lịch sử này. Tuy nhiên, chính coumarin không biến đổi, như nó xảy ra trong thực vật, không có tác dụng đối với hệ thống đông máu vitamin K, hoặc tác dụng của thuốc loại warfarin.
Coumarin có giá trị y tế lâm sàng, như một công cụ điều chỉnh phù nề. Coumarin và các loại benzopyrones khác, chẳng hạn như 5,6-benzopyrone, 1,2-benzopyrone, diosmin và các loại khác, được biết là kích thích các đại thực bào để làm giảm albumin ngoại bào, cho phép tái hấp thu nhanh hơn các chất lỏng phù nề. Các hoạt động sinh học khác có thể dẫn đến sử dụng y tế khác đã được đề xuất, với mức độ bằng chứng khác nhau.
Coumarin cũng được sử dụng làm môi trường khuếch đại trong một số laser nhuộm, và là chất nhạy cảm trong các công nghệ quang điện cũ.

## Lịch sử
Coumarin lần đầu tiên được phân lập từ đậu tonka và cỏ ba lá ngọt vào năm 1820 bởi A. Vogel của Munich, người ban đầu nhầm nó với axit benzoic. Cũng trong năm 1820, Nicholas Jean Baptiste Gaston Guibourt (1790 trừ1867) của Pháp đã phân lập độc lập coumarin, nhưng ông nhận ra rằng đó không phải là axit benzoic. Trong một bài luận tiếp theo, ông đã trình bày cho bộ phận dược phẩm của Académie Royale de Médecine, Guibourt đặt tên cho chất mới là "coumarine".  Năm 1835, dược sĩ người Pháp A. Guillemette đã chứng minh rằng Vogel và Guibourt đã phân lập cùng một chất. Coumarin lần đầu tiên được tổng hợp vào năm 1868 bởi nhà hóa học người Anh William Henry Perkin.